# اولد استراتفورد
اولد استراتفورد (به انگلیسی: Old Stratford) یک روستا و محله مدنی در بریتانیا است که در ساوت نورث‌همپتون‌شر واقع شده‌است. اولد استراتفورد ۲٬۰۷۷ نفر جمعیت دارد.